# The Bank Dick
The Bank Dick – amerykański film z 1940 roku w reżyserii Edwarda F. Cline'a

## Obsada
- W.C. Fields - Egbert Sousé
- Cora Witherspoon - Agatha Sousé
- Una Merkel - Myrtle Sousé
- Evelyn Del Rio - Elsie Mae Adele Brunch Sousé
- Jessie Ralph - Pani Hermisillo Brunch
- Grady Sutton - Og Oggilby
- Franklin Pangborn - J. Pinkerton Snoopington
- Shemp Howard - Joe Guelpe
- Dick Purcell - Mackley Q. Greene
- Russell Hicks - Frothingham Waterbury
- Pierre Watkin - Pan Skinner
- Jack Norton - A. Pismo Clam
- Al Hill - Filthy McNasty
- George Moran - Cozy Cochran
- Bill Wolfe - Otis
- Pat West - zastępca dyrektora
- Reed Hadley - Francois
- Heather Wilde - Panna Plupp
- Harlan Briggs - Doktor Stall
- Bill Alston - Pan Cheek

## Wyróżnienia
| Rok wpisania | National Film Registry |
| ------------ | --- |
| 1992         | Lista filmów budujących dziedzictwo kulturalne USA utworzona przez National Film Preservation Board i przechowywana w Bibliotece Kongresu Stanów Zjednoczonych |